# ガーナの国章
ガーナの国章（ガーナのこくしょう）は、アフリカ西部の国、ガーナ共和国の紋章。現在の国章は、英領ゴールド・コーストの末期であった1957年3月4日、エリザベス2世によって導入された。
中央部分には、金縁のセントジョージクロスで4つに分割された青い盾があり、十字の中央にはイギリスとガーナの密接な関係の象徴として金色のライオンが描かれている。盾の左上の部分にはOkyeameという名で知られる祭典用の剣がある。右上にはギニア湾沿いのアクラに位置する大統領府をイメージした海に浮かぶ城が表現されている。左下の場所にはガーナの農業の富を具現化したカカオの木が描かれている。右下にあるのはガーナの天然資源の豊かさを表した金鉱の絵である。盾の上には、ガーナのナショナルカラーでもある赤、緑、金の6つの玉がある。この色はガーナの国旗にも使われている。さらにその上部には金色で縁取られた黒い五芒星がある。これはアフリカの自由を象徴している。それを両側から支えているのが二羽の金の鷲である。二羽の鷲はさらに、黒い五芒星をナショナルカラーの帯で首から提げている。これらが置かれているのがガーナの標語である「自由と正義（Freedom and Justice）」が書かれたリボンである。

イギリス領時の紋章（1870年-1888年）
イギリス領時の紋章（1877年-1957年）